# Azər Mirzəyev
Azər Mirzəyev (ur. 28 marca 1978) – azerski szachista, arcymistrz od 2001 roku.

## Kariera szachowa
W latach 1993–1998 czterokrotnie reprezentował swój kraj w mistrzostwach świata juniorów w różnych kategoriach wiekowych. Wielokrotnie startował w finałach indywidualnych mistrzostw Azerbejdżanu, w 1997 r. w Baku zdobywając brązowy medal. W 1998 i 2000 r. dwukrotnie wystąpił na szachowych olimpiadach.
Do sukcesów Azəra Mirzəyeva w turniejach międzynarodowych należą zwycięstwa bądź dzielenie I miejsc m.in. w:
- Hollabrunn (1998),
- Sankt Petersburgu (2000, z Jurijem Kruppą),
- Barcelonie (2001, z Wiktorem Moskalenko),
- Tancie (2001, z Hannesem Stefanssonem),
- Kairze (2001, z m.in. Igorsem Rausisem, Draženem Sermkiem, Aleksiejem Barsowem, Nenadem Sulavą i Aleksandrem Fominychem),
- Cambados Pontevedra (2001),
- Poio (2002, z Draganem Barlovem i Kimem Pilgaardem(inne języki)),
- Erandio (2003),
- Banyoles (2004),
- Béthune (2004, z Andriejem Sokołowem, Namigiem Guliewem i Olegiem Korniejewem,
- Madrycie (2005),
- Salou (2006, z Josepem Manuelem Lopezem Martinezem, Hichamem Hamdouchim i Kevinem Spraggettem),
- Alcala de Henares (2006, z Fabiano Caruaną, Davidem Martinezem Martinem(inne języki), Elshanem Moradiabadim i Holdenem Hernandezem),
- Elgoibarze (2006),
- Saragossie – dwukrotnie (2007, 2008),
- Coria del Rio (2008, z Omarem Almeidą Quintaną i Ismaelem Teranem Alvarezem(inne języki)),
- Maladze (2008, z Omarem Almeidą Quintaną, Pontusem Carlssonem, Ognjenem Jovaniciem, Julenem Luisem Arizmendim Martinezem, Luisem Manuelem Perezem Rodriguezem(inne języki) i Radosławem Jedynakiem),
- Móstoles (2008),
- La Pobla de Lillet (2008),
- Salcedo de Pielagos (2008),
- Tarragonie (2008),
- Elgoibarze (2008, z Olegiem Korniejewem),
- Huercie (2008, z Herminio Herráizem Hidalgo),
- Albenie (2009, z Krumem Georgijewem, Władimirem Georgijew i Borysem Czatałbaszewem),
- Rashcie (2009),
- Palmie de Mallorce (2009),
- Almargo (2009),
- Albacete (2009, wspólnie z Isanem Reynaldo Ortizem Suarezem(inne języki)),
- Ferrolu (2009, wspólnie z m.in. Julianem Radulskim i Salvadorem Gabrielem Del Río Angelisem),
- San Sebastián (2009, wspólnie z Nikołajem Ninowem),
- Elgoibarze (dwukrotnie – 2010, wspólnie z Davidem Lariño Nieto oraz 2012, wspólnie z Cristhianem Cruzem Sánchezem),
- Bejrucie (2014, wspólnie z Siergiejem Tiwiakowem i Kiriłłem Stupakiem).

Najwyższy ranking w dotychczasowej karierze osiągnął 1 listopada 2009 r., z wynikiem 2617 punktów zajmował wówczas 6. miejsce wśród azerskich szachistów.